# Dub Dá Bairenn mac Domnaill
Dub Dá Bairenn mac Domnaill (mort en 959) est un  roi de Munster issu des  Eóganacht Raithleann une branche des  Eóganachta. Dub Da Bairenn appartient au sept Uí Láegaire, descendants de Lóegaire mac Crimthainn, lui-même petit fils de Echu (Uí Echach Muman) un petit fils du légendaire roi  Conall Corc mac Lugaid

## Contexte
La lignée des Eóganacht Raithleann n'avait pas donné de roi au munster depuis Feidlimid mac Tigernaig issu de la branche cadette des Cenél nÁeda à la fin du VIe siècle La généalogie traditionnelle de Dub Dá Bairenn est la suivante :
Duib Dá Bairenn m. Domnaill m. Duib Dá Bairenn m. Óengusa m. Flaithniad m. Anilte m. Dúnlaing m. Élódaich m. Selbaich m. Cláirenich m. Cairpri Riastrain m. Aeda Osrige m. Láegaire [m. Crimthaind?] m. Echdach m. Caiss m. Cuircc.
En 957 les Annales des quatre maîtres mentionnent la mort de son prédécesseur  Máel Fathardaig mac Flainn  et deux ans plus tard son propre décès Ce qui correspond au règne de deux ans que lui accordent les Laud Synchronisms.  Il à comme successeur Fer Gráid mac Cléirig un membre des Eóganacht Chaisil
Son fils Dunlaing  est qualifié de « Ri Raithlinn » et de « rigdamna Caisil », c'est-à-dire : héritier présomptif de Cashel, lors de sa mort en 988 lors du combat de Loch Ribh allié aux étrangers de Port-Lairge, ils sont vaincus par les Hommes du Connacht dont l'un des chefs Muirgheas mac Conchobhar, lui aussi héritier présomptif du Connacht perd également la vie dans « la chaleur du combat » 

## Sources
- (en) Francis John Byrne, Irish Kings and High-Kings, Londres, Batsford, 1973 (ISBN 0-7134-5882-8)
- (en) T.W Moody, F.X. Martin, F.J. Byrne, A New History of Ireland IX Maps, Genealogies, Lists. A companion to Irish History part II, Oxford, Oxford University Press, 2011, 690 p. (ISBN 978-0-19-959306-4)